# Baronnet Rawlinson

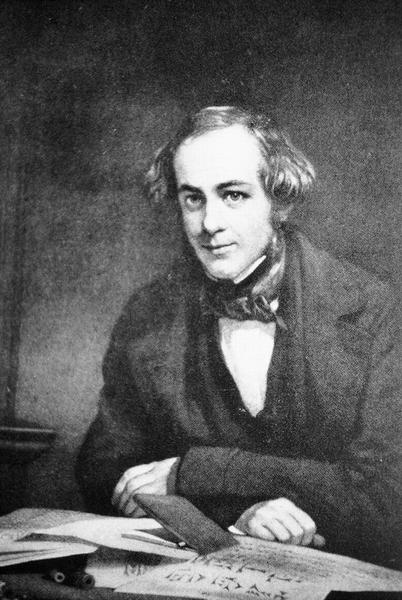
Sir Henry Rawlinson, 1er baronnet

Baronnet Rawlinson, de North Walsham dans le comté de Norfolk, est un titre de la baronnetie du Royaume-Uni. Il a été créé le 7 février 1891 pour l'archéologue orientaliste et politicien Henry Rawlinson, 1er baronnet. Son fils le second baronnet est un important militaire : le 6 octobre 1919, il est nommé baron Rawlinson, de Trent dans le comté de Dorset, dans la pairie du Royaume-Uni. À sa mort le 26 mars 1925, le titre de baron s'éteint tandis que celui de baronnet passe à son frère cadet, troisième baronnet.

## Baronnets Rawlinson, de North Walsham (1891)
- Henry Rawlinson, 1er baronnet (1810-1895)
- Henry Rawlinson, 2e baronnet (1864-1925) (créé baron Rawlinson en 1919)

## Barons Rawlinson (1919)
- Henry Rawlinson (1864-1925)

## Baronnets Rawlinson, de North Walsham (1891; reversé)
- Alfred Rawlinson, 3e baronnet (1867-1934)
- Frederick Rawlinson, 4e baronnet (1900-1969)
- Anthony Henry John Rawlinson, 5e baronnet (1936-2023)
- Alexander, 6e Baronnet (1964)

## Sources
- (en) Kidd, Charles, Williamson, David (editors). Debrett's Peerage and Baronetage (1990 edition). New York: St Martin's Press, 1990.

- (en) Cet article est partiellement ou en totalité issu de l’article de Wikipédia en anglais intitulé « Rawlinson baronets » (voir la liste des auteurs).